# ساي-بازد إكس-باند رادار

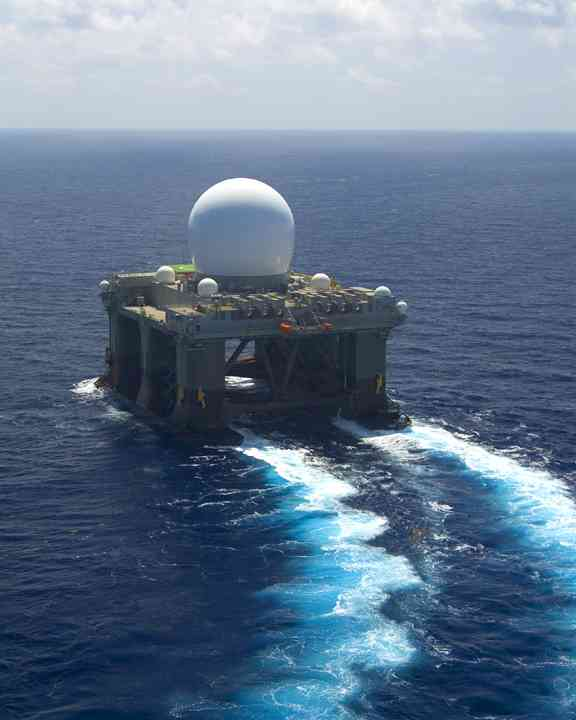
ساي-بازد إكس-باند رادار

ساي-بازد إكس-باند رادار  (بالإنجليزية: Sea-based X-band Radar)‏ أو بالاختصار SBX-1 هو رادار صفيف مسح إلكتروني نشط لاقط للحركة عائم ومحمول، قادر على الاشتغال حتى ولو كانت الرياح قوية والأمواج عاتية. ويندرج ضمن الدروع الصاروخية الأمريكية ورقم IMO لديه هو 8765412 .
الرادار يستخدم موجات إكس ويوجد فوق منصة نفط مبتكرة في النرويج ومبنية في روسيا.الرادار صمم من طرف رايثيون،والتي وضعته في حوض بناء سفن في تكساس.وتم وضعه في جزر أداك في ألاسكا لكن موضعه قابل لرصد جميع نقط المحيط الهادئ لإيقاف جميع الصواريخ الباليستية.
في فبراير 2008 تم تحويل هذا الرادار بالقرب من هاواي،لتأمين إسقاط صاروخ القمر الاصطناعي يو إس إيه 193، في أبريل 2013 الأمريكيين قامو بإعلان نشر هذا الرادار لاعتراض جميع الصواريخ التي أطلقتها كوريا الشمالية.

## المواصفات
- الطول: 116 متر
- الارتفاع : 85 متر
- التكلفة: 900 مليون دولار
- الفريق: 75-85 شخص
- مدى الرادار: معلومات سرية 5000 كيلومتر بالنسبة لصاروخ باليستي عابر للقارات

## معرض صور

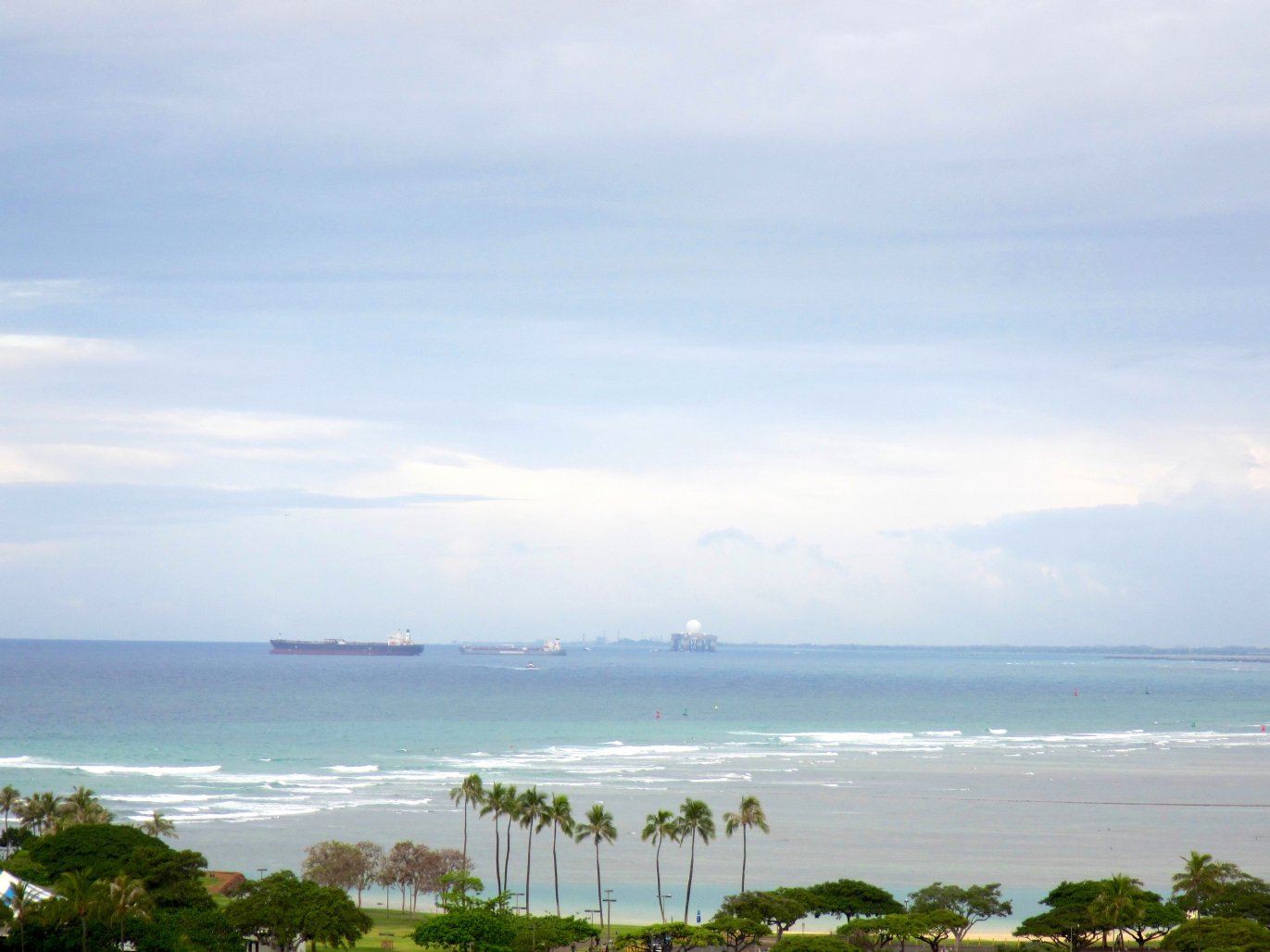
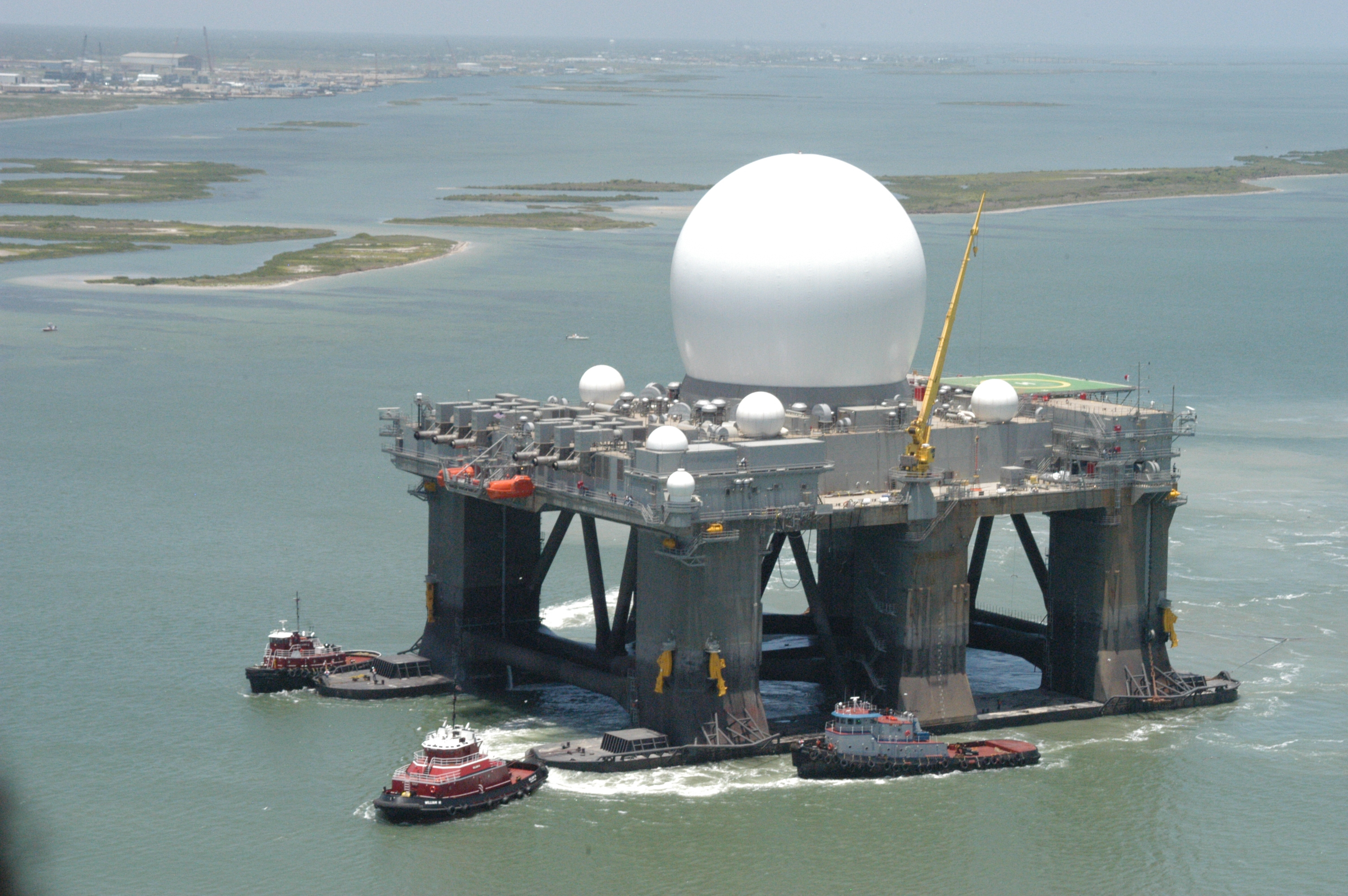
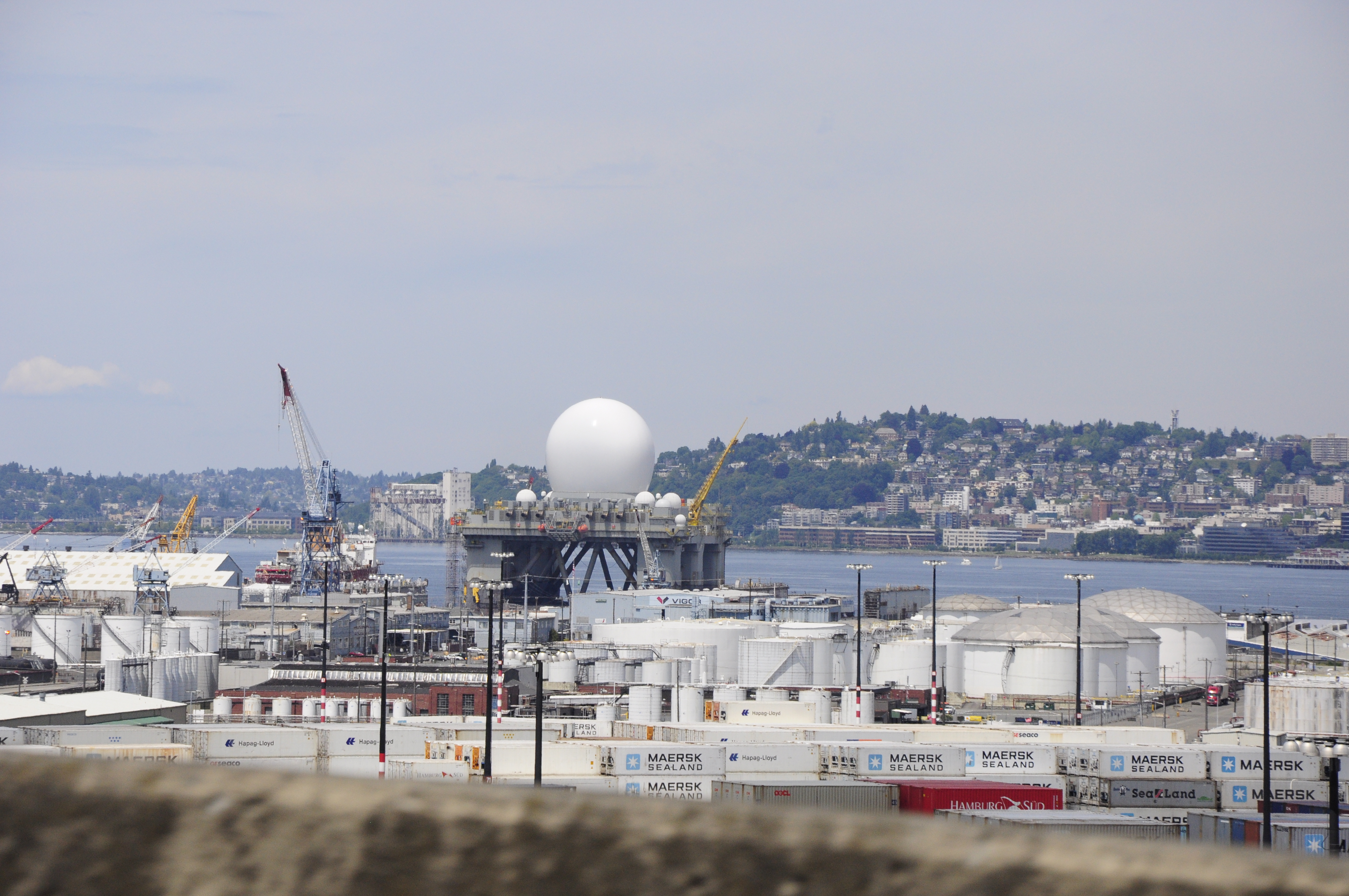